# Aleksandr Aleksandrovič Bestužev
Aleksandr Aleksandrovič Bestužev, in russo Александр Александрович Бестужев?, conosciuto anche con lo pseudonimo Marlinskij (San Pietroburgo, 3 novembre 1797 – Adler, 19 giugno 1837), è stato un poeta e scrittore russo.

## Biografia
Pubblicò, nel periodo 1823-1825, l'almanacco letterario La Stella polare (Полярная звезда, Poljarnaja zvezda), ove fece uscire articoli e liriche a sfondo romantico. Ufficiale dei dragoni, prese parte alla congiura decabrista e all'insurrezione del 14 dicembre 1825. Condannato a venti anni di fortezza, nel 1829 ebbe la pena commutata nel servizio militare come soldato semplice e fu trasferito nel Caucaso.
Qui riprese a scrivere, e pubblicò romanzi dal 1830 al 1835 con lo pseudonimo di Marlinskij. Venne proposto, per il grande coraggio dimostrato durante le operazioni militari, per la promozione e una decorazione, ma fu invece arrestato con l'accusa di aver ucciso la sua amante. Scagionato, vide tuttavia sfumare la promozione, cadde in depressione e smise di scrivere. Morì ad Adler nel 1837 mentre combatteva contro gli indipendentisti del Caucaso.
Massone, fu membro della loggia "La Chiave della Virtù".

## Opere
I suoi romanzi e racconti ebbero grande successo per lo stile brillante e ricco di spirito, anche se piuttosto pomposo, e le trame avvincenti. Una delle prime opere di Bestužev è la collana Tre racconti di Livonia: il più noto è "Il castello di Wenden" (Wenden è il toponimo tedesco con cui si identificava Cēsis). Costruito sullo schema di un romanzo gotico, lo scritto aveva probabilmente la subliminale funzione di commentare lo stato della politica russa, a causa del legame dell'autore con i Decabristi. Nella storia, il castello locale ha un ruolo centrale come sfondo per un racconto fittizio incentrato sulla morte di Wenno, il primo Gran Maestro dei Cavalieri portaspada. Il genere ripercorre la tradizione stilistica del Castello di Otranto, affrontando inoltre i legami tra la storia russa e quella lettone.
Il miglior romanzo è Ammalat Beck, del 1832, una vicenda di guerra. Vi sono contenute le Canzoni di morte dei montanari del Caucaso, « qualcosa che non ha eguali » nella lingua russa.